# ISO 10487
Die ISO 10487 ist eine ISO-Norm zur Standardisierung der Anschlussstecker für das Autoradio und sonstige Audiogeräte im Kraftfahrzeug. 

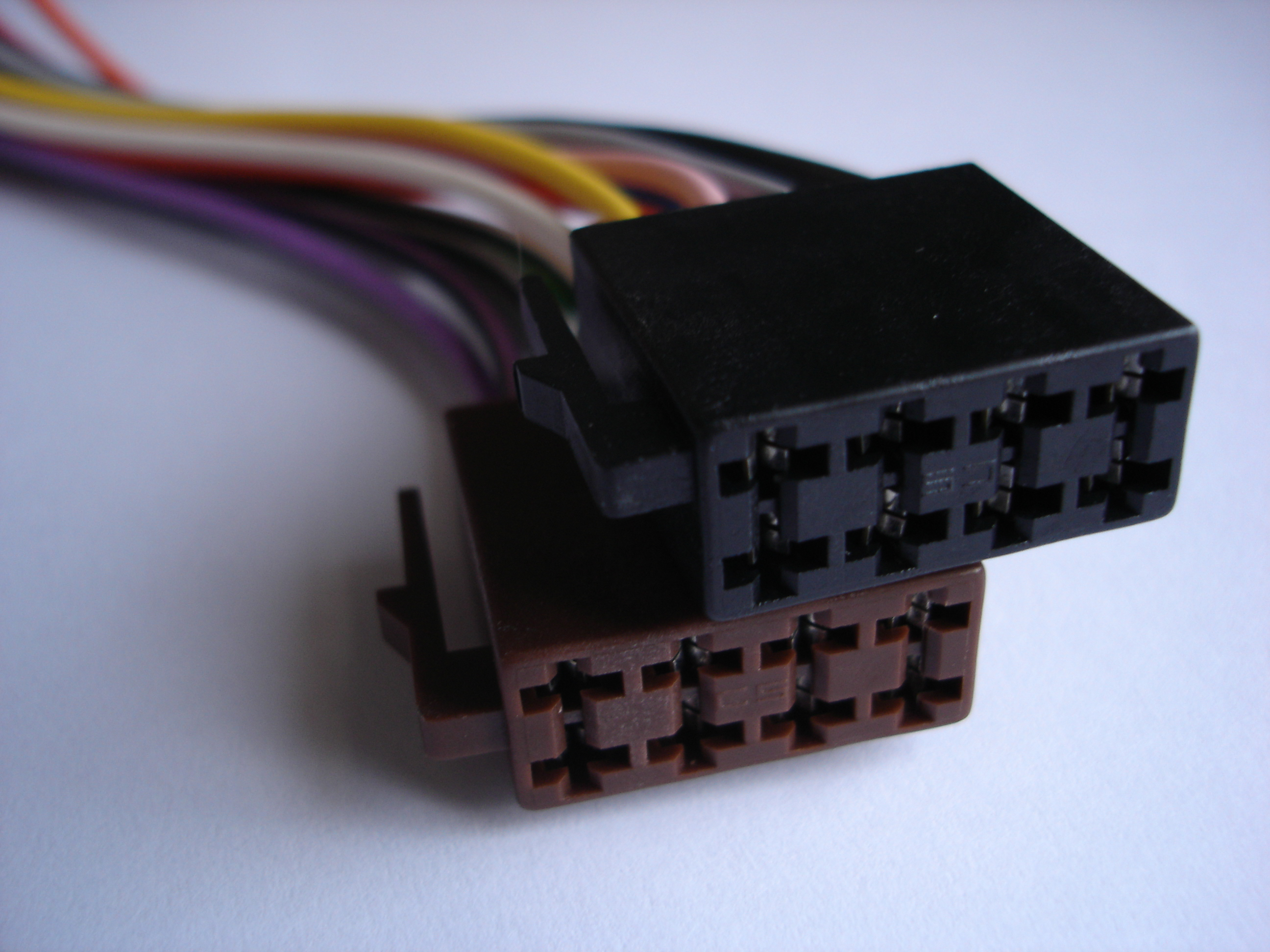
ISO 10487 Stecker zur Verbindung des Autoradios

## Norm
Die Norm ISO 10487 definiert im Teil 1 von 1992 die Stecker und deren Kontaktbelegung, Teil 2 von 1995 deren elektrische Anforderungen.

## Stecker
In vielen Fahrzeugmodellen findet der Stecker Verwendung und wird meistens kurz als ISO-Stecker bezeichnet.

### Block A: Strom- und Versorgungsstecker
Schwarz, versetzte Verriegelungsraste. Teilweise nach Standard belegt, teilweise herstellerspezifisch.

#### Block A: Kontaktbelegung nach Standard ISO 10487
| 1: GALA/SCV         | 3: remote in oder frei        | 5: Ausfahrbare Antenne (remote out) | 7: +12-V Zündung (Klemme 15, X, S oder R) |
| 2: Stumm- schaltung | 4: +12-V Batterie (Klemme 30) | 6: Beleuchtung (Klemme 58d)         | 8: Masse (Klemme 31)                      |

Hinweis zu Kontakt 7: Im Gegensatz zu Klemme 15 (Zündung) schalten die Zubehörklemmen, je nach Hersteller und Bauzeitraum S, X oder R benannt, während des Anlassvorganges (Strom auf Klemme 50) ab, dies verhindert Fehlfunktionen am Radio durch Spannungseinbrüche während des Anlassens und entlastet die Batterie während des Startvorganges
GALA – geschwindigkeitsabhängige Lautstärkeanpassung
SCV – speed controlled volume

#### Block A: Herstellerspezifische Kontaktbelegungen
Einige Radio- und Kfz-Hersteller verwenden allerdings eigene Kontaktbelegungen, insbesondere sind die Klemme 15 (Zündungsplus) und 30 (Dauerplus) häufig vertauscht. Dies zeigt sich darin, dass das Radio bei ausgeschalteter Zündung nicht eingeschaltet werden kann und die Einstellungen verloren gehen.
Blaupunkt (nach ISO 10487)
1. Automatic Sound (GALA, SCV) – nicht bei allen Modellen
2. Stummschaltung (Mute)
3. Sub Out – nicht bei allen Modellen
4. Dauerplus (Kl. 30)
5. Antenne oder Schaltausgang für externen Verstärker
6. Beleuchtung (Kl. 58)
7. Zündung Schaltplus (Kl. 15)
8. Masse (Kl. 31)

Grundig
1. SCV (GALA)
2. Stummschaltung (Mute)
3. frei
4. Zündung Schaltplus (Kl. 15)
5. Antenne oder Schaltausgang für externen Verstärker
6. Beleuchtung (Kl. 58)
7. Dauerplus (Kl. 30)
8. Masse (Kl. 31)

VW bis 1993
1. SCV (GALA)
2. Dauerplus/Batterie (Kl. 30)
3. geschaltetes Plus (Kl. 15) oder frei
4. S-Kontakt, geschaltetes Plus wenn Schlüssel eingesteckt (Kl. 86s)
5. Antenne oder Schaltausgang für externen Verstärker
6. Beleuchtung (Kl. 58)
7. Dauerplus (Kl. 30)
8. Masse (Kl. 31)

### Block B: Lautsprecheranschluss
Braun, Verriegelung mittig.
Einheitlich bei allen Herstellern.
| 1: hinten rechts (+) | 3: vorne rechts (+) | 5: vorne links (+) | 7: hinten links (+) |
| 2: hinten rechts (−) | 4: vorne rechts (−) | 6: vorne links (−) | 8: hinten links (−) |

### Block C: Erweiterungen
10-polig, Verriegelung unten, Belegung je nach Hersteller und Modell unterschiedlich. Zum Beispiel für Lenkradfernbedienung, Vorverstärkerausgang, Freisprecheinrichtung und CD-Wechsler.
Bei manchen Radios ist der Block C in drei Segmenten unterteilt:
- C1 (gelber Stecker): Hier liegen die vier Vorverstärker-Signale zum Betreiben einer Endstufe an. Zusätzlich steht eine Steuerleitung zur Verfügung, um die Endstufe ein- und auszuschalten.
- C2 (grüner Stecker): Wird oft verwendet, um eine Freisprecheinrichtung oder Fernbedienung anzuschließen. Im Freisprechbetrieb ist neben der reinen Stummschaltung des Radios auch die Wiedergabe des Gesprächs über das Autoradio vorgesehen.
- C3 (blauer Stecker): Häufig für die Verwendung eines CD-Wechslers verwendet. Inzwischen ist mittels spezieller Adapter ein Betrieb von USB-Geräten (USB-Stick, SD-Karte, externe Festplatten) ebenfalls als CD-Wechsler möglich. Bei einigen Geräten wird auch das TMC-Signal für externe Navigationsgeräte zur Verfügung gestellt.